# Eden (Australie)
Pour les articles homonymes, voir Eden.
Eden est une ville australienne située dans la zone d'administration locale de la vallée de la Bega en Nouvelle-Galles du Sud.

## Géographie
Eden est un port situé dans la baie Twofold sur la côte de l'océan Pacifique, à 470 km au sud de Sydney, à la frontière avec le Victoria.
La ville vit de la pêche, de l'exploitation du bois et du tourisme.

## Histoire
Les premiers habitants de la région étaient les Thaua, de la nation Yuin.
La localité d'Eden voit le jour en 1843 et est baptisée en l'honneur de George Eden (1784-1849). Elle est officiellement proclamée township le 20 mars 1885. À partir de 1906, Eden est le chef-lieu du comté d'Imlay qui est supprimé le 1er janvier 1981 et est intégré au sein du comté de la vallée de Bega.

## Culture et patrimoine
Le Killer Whale Museum est l'une des principales attractions touristiques. Il expose l'histoire d'un groupe d'orques qui a aidé les baleiniers d'Eden à capturer des baleines en échange de quelques morceaux de baleines, sur plusieurs décennies. Le squelette de l'un des orques, Old Tom, est exposé dans le musée.

## Démographie
| 2001  | 2011  | 2016  | 2021  |
| ----- | ----- | ----- | ----- |
| 3 147 | 3 043 | 3 151 | 3 227 |